# 早稲田映画まつり
早稲田映画まつり（わせだえいがまつり）は、毎年12月に早稲田大学で開催される、学生主体の映画祭。2022年で35回目を迎えた。

## 概要
早稲田映画まつりは、早稲田大学生と早稲田大学公認映画サークルに所属する学生から映像作品を募り、予選を通過した作品を本選で上映する、コンペディション形式の映画祭である。本選は例年12月に、同学の大隈記念講堂にて行われる。

## 特徴
「映像作家への登竜門」とも称され、早稲田映画まつりでの受賞をきっかけに様々な映画祭で受賞する作品・監督も多い。

## 歴史
2016年1月に第28回が行われた。第29回は2016年12月23日、24日に大隈記念講堂で開催される。

## 八大映画サークル
早稲田大学に複数存在する映画サークルの中から、歴史と規模のある8つの大学公認映画サークルの総称。早稲田映画まつりの運営にも携わる。
「早稲田大学映画研究会」「シネマプロダクション」「映像製作集団浪人街」「稲門シナリオ研究会」「映像制作グループ☆ヒグラシ」「CINEMANIAX」「シネサイクル叛頭脳」「CINEMAX SIDEVARG」の8団体約200人で構成される。映画監督の吉田大八も輩出した。

## 過去の受賞者
- 三木孝浩
- 耶雲哉治
- 草野翔吾
- 田崎恵美
- 宮岡太郎
- 今野恭成

## 過去の来場者
第27回に邦画「真夜中の五分前」の先行上映試写会が行われ、監督の行定勲、俳優の三浦春馬が来場した。

## 高校生企画
第29回早稲田映画まつりにおいて、初めて、NPO法人映画甲子園主催「高校生のためのeiga worldcup2016」とのコラボが発表された。